# غابات جورو- بوروس الرطبة

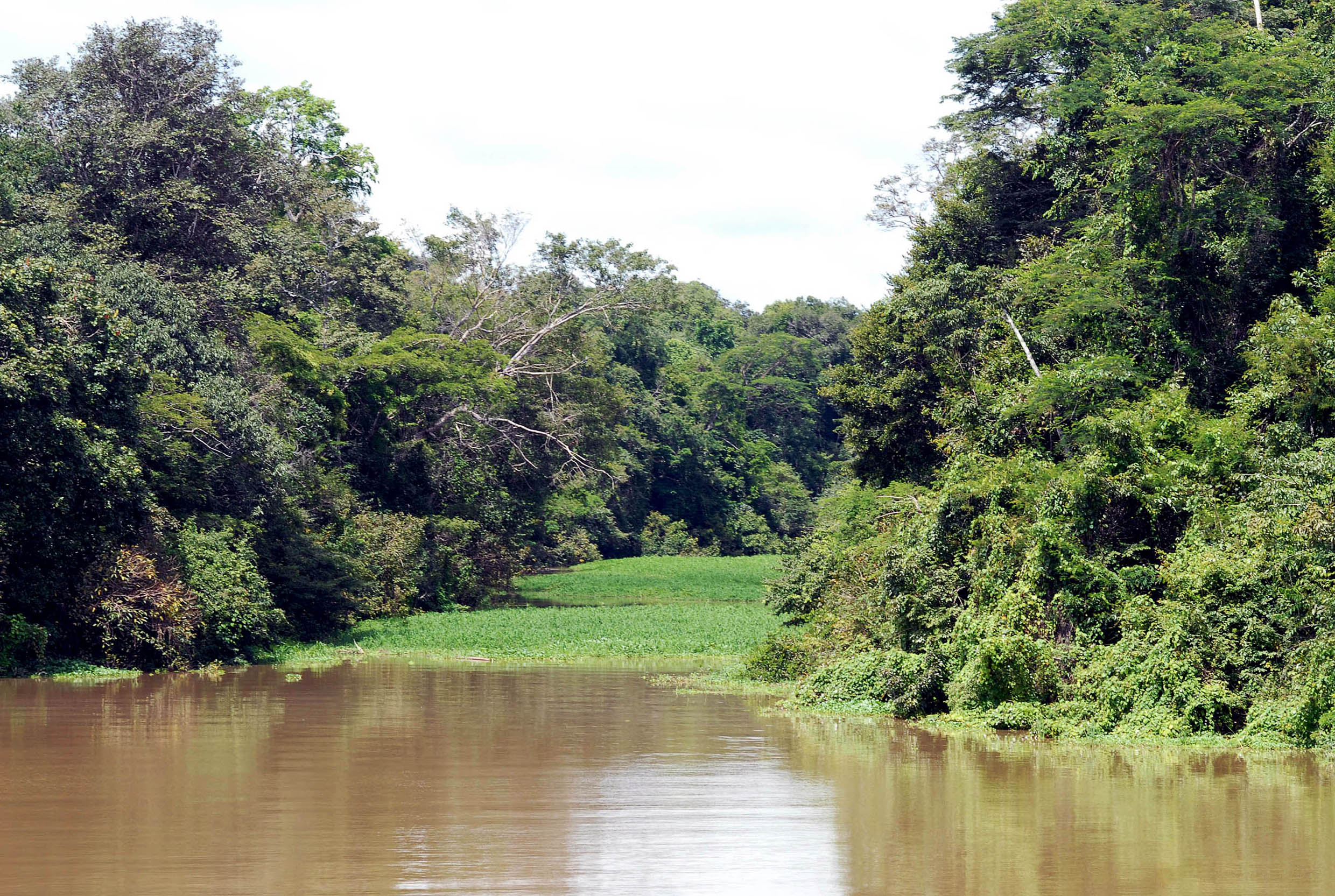
ريو تيفيه، أحد الغابات الرطبة

غابات جورو - بوروس الرطبة (NT0133) هي منطقة بيئية في شمال غرب البرازيل في منطقة الأمازون الحيوية. التضاريس فيها منبسطة جدا والتربة فقيرة. تتدفق الأنهار سنويًا. لا توجد طرق في المنطقة والغابات المطيرة الكثيفة سليمة نسبيًا، على الرغم من أن خطط تمديد الطريق السريع العابر للأمازون عبر المنطقة من المفترض أن يسبب أضرارًا واسعة النطاق للمنحنيات.